# Mario Novak
Mario Novak (* 8. Mai 1983 in Zagreb, SR Kroatien) ist ein kroatischer Eishockeyspieler, der seit 2004 beim KHL Mladost Zagreb unter Vertrag steht.

## Karriere
Mario Novak begann seine Karriere als Eishockeyspieler in seiner Heimatstadt beim KHL Zagreb, für den er von 2000 bis 2004 am Spielbetrieb der kroatischen Eishockeymeisterschaft teilnahm. Anschließend wechselte der Angreifer zum Stadtnachbarn KHL Mladost Zagreb, für den er in den Spielzeiten 2005/06 und 2008/09 in der slowenischen Eishockeyliga auflief. Zudem wurde er 2008 mit Mladost erstmals Kroatischer Meister und gewann mit der Mannschaft im selben Jahr auch die Pannonische Liga. Nachdem er in der Saison 2009/10 parallel für Mladost in der neu gegründeten Slohokej Liga gespielt hatte, lief er in der folgenden Spielzeit überwiegend für das Team Zagreb, das neue Kooperationsprojekt der Zagreber Spitzenvereine, in der Slohokej Liga auf und spielte in der kroatischen Meisterschaft weiterhin für Mladost. 2021 wurde er mit Mladost erneut kroatischer Meister.

### International
Für Kroatien nahm Novak im Juniorenbereich an der U18-Weltmeisterschaft der Division II 2001 sowie den U20-Weltmeisterschaften der Division II 2001 und 2002 und der Division I 2003 teil. Im Seniorenbereich stand er im Aufgebot seines Landes bei den Weltmeisterschaften der Division II 2004, 2005, 2007, 2011, 2012 und 2019 sowie der Division I 2002, 2006, 2008, 2009, 2010 und 2014. Bei den Weltmeisterschaften 2010 und 2011 war er Assistenzkapitän und 2012 Mannschaftskapitän Kroatiens. Zudem vertrat er seine Farben bei den Qualifikationsturnieren für die Olympischen Winterspiele 2006 in Turin, 2010 in Vancouver und 2018 in Pyeongchang.

### Inlinehockey
Auch im Inlinehockey ist Novak für Kroatien international aktiv. So nahm er mit der kroatischen Inlinehockeynationalmannschaft an der Weltmeisterschaft 2013 in der Division I teil und belegte dort mit seiner Mannschaft den fünften Platz.

## Erfolge und Auszeichnungen
- 2008 Kroatischer Meister mit dem KHL Mladost Zagreb
- 2008 Gewinn der Pannonischen Liga mit dem KHL Mladost Zagreb
- 2021 Kroatischer Meister mit dem KHL Mladost Zagreb

### International
- 2002 Aufstieg in die Division I bei der U20-Junioren-Weltmeisterschaft der Division II
- 2005 Aufstieg in die Division I bei der Weltmeisterschaft der Division II, Gruppe A
- 2007 Aufstieg in die Division I bei der Weltmeisterschaft der Division II, Gruppe A